# Mini Marcos
La Mini Marcos est une automobile sportive basée sur la Mini, construite entre 1965 et 1970, puis de 1991 à 1996 par le constructeur anglais Marcos. De 1974 à 1981, ce modèle a été construit par D & H Fibreglass Techniques.

## Développement
La Mini Marcos est vendue comme kit car, avec une structure monocoque en fibre de verre, à construire sur un train roulant et un châssis de Mini.

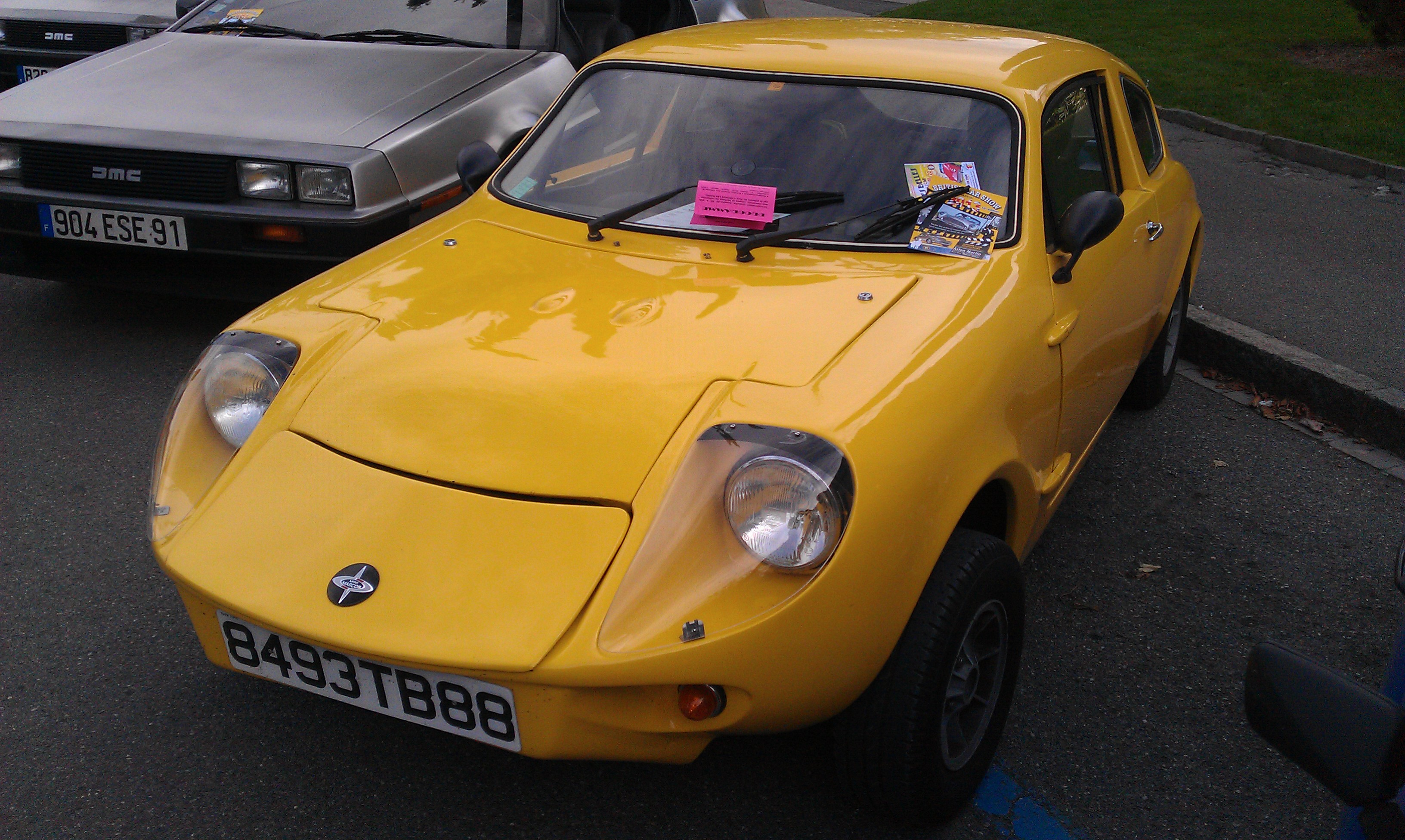
Mini Marcos Mark IV de 1974.

Durant sa production, elle connaît cinq versions différentes. La version Mark II comporte des fenêtres coulissantes et un support de plaque d'immatriculation modifié. Une porte de coffre est proposée en option sur la Mark III, et des fenêtres abaissables sont offertes en série sur la Mark IV, qui reçoit également une carrosserie légèrement plus longue et plus haute.
La Midas succède à la Mini Marcos Mk IV, qui est, à l’époque, fabriquée par D&H Fibreglass Techniques à Oldham. Puis le modèle est relancé par Marcos, avec la Mark V.
À la suite de la fermeture de Marcos, les moules de la Mini Marcos sont rachetés par Rory McMath, dont l’entreprise, Marcos Heritage Spares en reprend la fabrication sous le nom d’« Heritage Mk VI » et de « GT », cette dernière étant une version de course.

## Palmarès

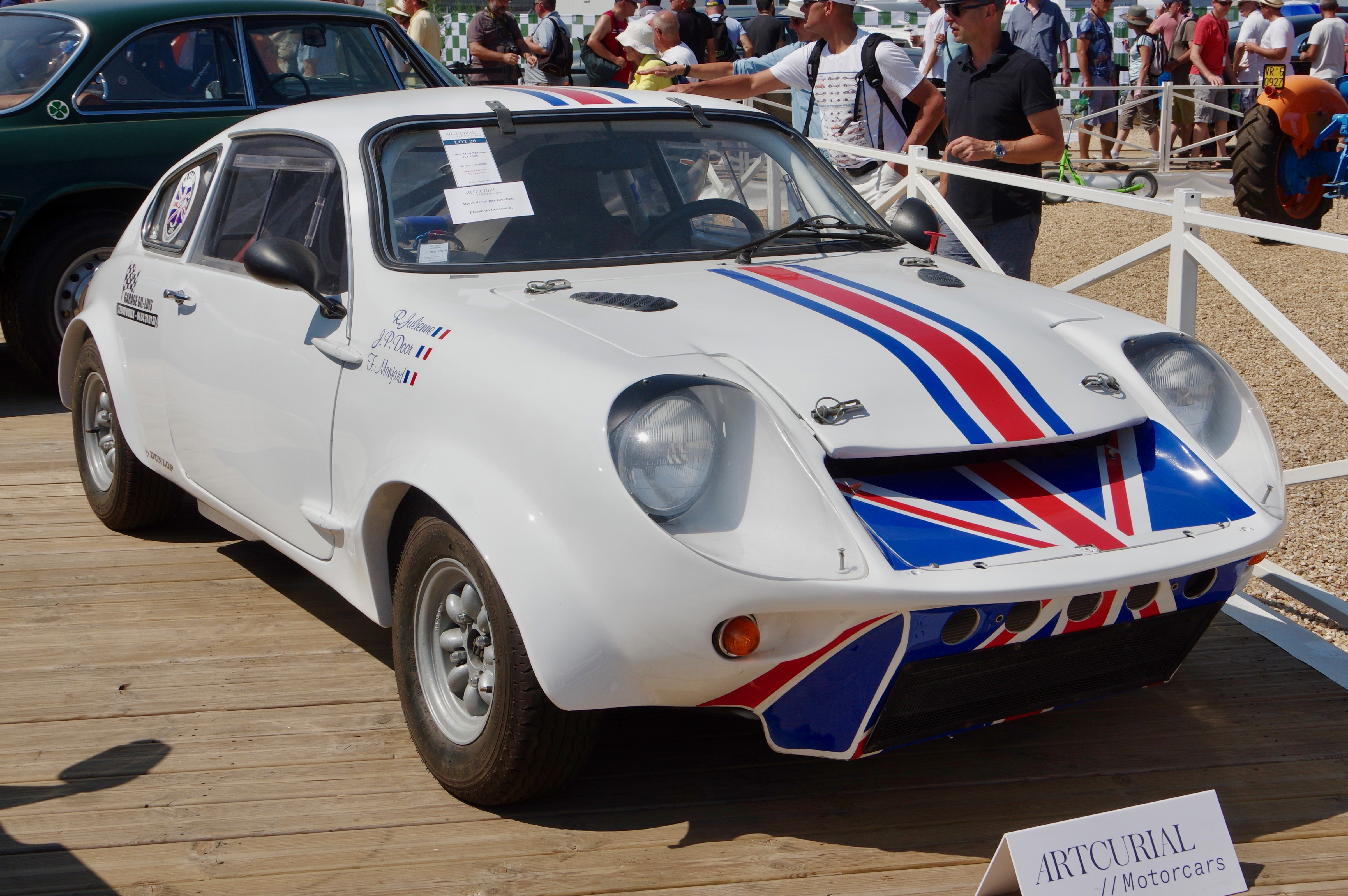
La Mini Marcos GT 1300 de 1966 pilotée par Rémy Julienne lors de l’édition de 2016 du Mans Classic.

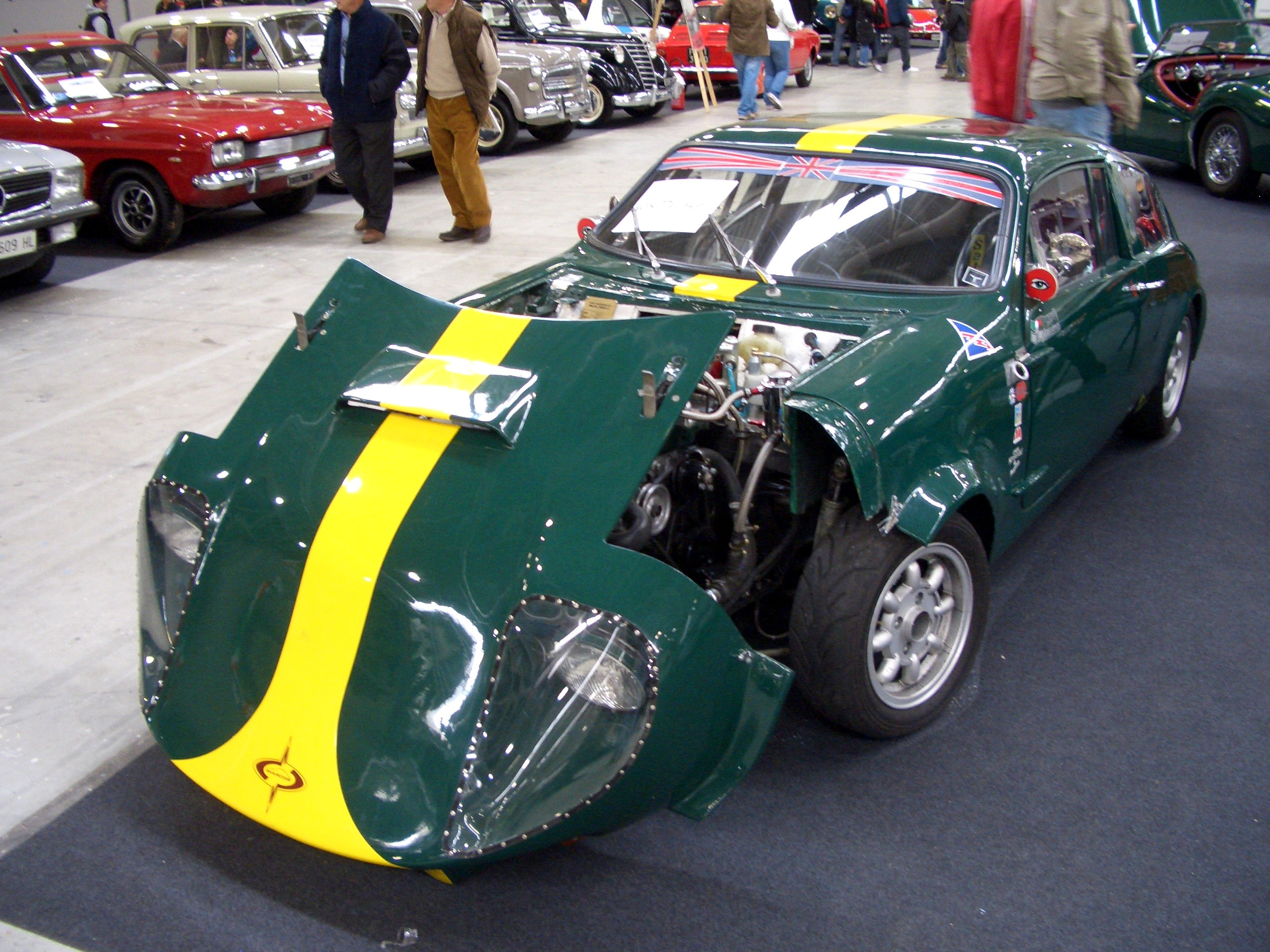
Une Mini Marcos, capot moteur ouvert.

La Mini Marcos est la seule automobile britannique à avoir fini les 24 Heures du Mans 1966, pilotée par Jean-Louis Marnat et Claude Ballot-Léna. La voiture ayant participé à cette course courra ensuite à plusieurs reprises, avant d’être volée à Paris en 1975. Malgré de nombreuses recherches, elle ne sera retrouvée qu’en décembre 2016. Marcos présente également une voiture d’usine aux 24 Heures du Mans 1967, mais celle-ci tombe en panne après treize tours.
La Mini Marcos a également établi quatre records de vitesse terrestre au Royaume-Uni, pour les mille lancé, demi-mille, demi-kilomètre et kilomètre, dans la catégorie des automobiles de moins de 1 600 cm3 de cylindrée.

## Production australienne
Quelques copies de la Mini Jem, ou Mini Marcos, ont été construites en Australie. L’entreprise Taylorspeed de John Taylor, à Adélaïde, présente sa Taylorspeed Jem lors d’un salon local, en 1968. Cette voiture n’est vendue qu’en kit, et est conçue pour accepter les organes internes de n’importe quelle version de Mini. La plupart ont été largement modifiées par leurs propriétaires. La production s’est limitée à dix modèles de Mk I (avec une vitre arrière arrondie) et de Mk II (avec une vitre arrière rectangulaire), dont un a été vendu à Singapour.

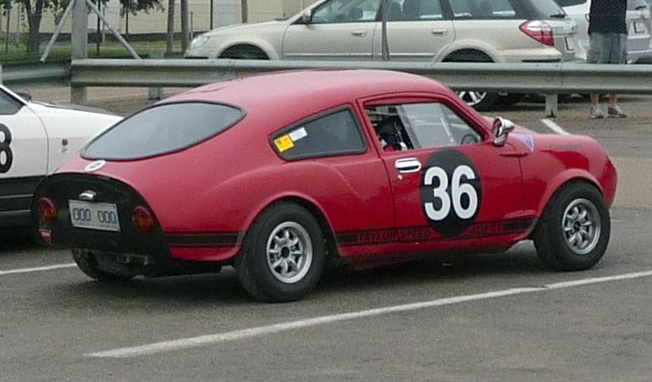
Taylorspeed Jem Mk I.